# Departamento de Transporte de Detroit
El Departamento de Transporte de Detroit (en inglés: Detroit Department of Transportation, D-DOT) es la agencia local gubernamental encargada de todo el transporte público de autobuses de la ciudad de Detroit, Míchigan. La sede de la agencia se encuentra ubicada en 1301 East Warren Avenue en Midtown Detroit. Su actual director es Lovevett Williams. El Departamento de Transporte de Detroit opera el servicio de autobuses de Detroit.